# Escut de Puigverd de Lleida

Escut oficial de Puigverd de Lleida

L'escut oficial de Puigverd de Lleida. té el següent blasonament:
Escut caironat: d'or, un mont arborat d'un pi de sinople. Per timbre una corona mural de poble.

## Història
Va ser aprovat el 27 de maig de 1991.
El mont de sinople (o puig) amb un pi són les armes tradicionals del poble, i són un senyal parlant referent al nom de la població.